# Chanchon Jomkoh
Chanchon Jomkoh (thailändisch ชาญชล จอมเกาะ, * 8. September 2000), auch als Biw bekannt, ist ein thailändischer Fußballspieler.

## Karriere
Chanchon Jomkoh spielte seit 2019 beim Ranong United FC. Der Verein aus Ranong, einer Stadt in der Provinz Ranong in der Südregion von Thailand, spielte in der dritten Liga, der Thai League 3. Hier trat er mit dem Klub in der Lower Region an. 2019 wurde er mit dem Verein Vizemeister und stieg somit in die zweite Liga auf. Sein Zweitligadebüt gab er am vierten Spieltag der Saison 2020 (1. März 2020) im Heimspiel gegen den Samut Sakhon FC. Am Ende der Saison 2022/23 belegte man den 17. Tabellenplatz und musste somit in die dritte Liga absteigen. Nach insgesamt 85 Ligaspielen wechselte er im Sommer 2023 zum Drittligisten Pattani FC. Mit dem Verein aus Pattani spielte er viermal in der Southern Region der Liga. Nach einer Spielzeit wechselte er im Sommer 2024 zum Ligarivalen Songkhla FC.  Am Ende der Saison 2024/25 feierte er mit dem Verein die Meisterschaft der Region. Am 19. April 2025 stand er mit Songkhla im Finale des Thai League 3 Cups. Hier verlor man im BG Stadium gegen den Thonburi United FC mit 5:4 im Elfmeterschießen.

## Erfolge
Ranong United FC
- Thai League 3 – Lower Region: 2019 (Vizemeister)  ▲

Songkhla FC
- Thai League 3 – South: 2024/25
- Thai League 3 Cup-Finalist: 2024/25